# Stanislav Kameník
Stanislav Kameník (Litoměřice, 30 gennaio 1968) è un ex cestista ceco, fino al 1992 cecoslovacco.

## Carriera
Con la Cecoslovacchia ha disputato i Campionati europei del 1991.

## Palmarès
- Campionato cecoslovacco: 2

VŠ Praga: 1990-91, 1991-92